# Terminator Genisys
Terminator Genisys er en amerikansk science fiction actionfilm fra 2015 instrueret af Alan Taylor og skrevet af Laeta Kalogridis og Patrick Lussier. Det er den femte film i Terminator-serien.

## Handling
I år 2029 kæmper menneskene mod maskinerne og oprørsleder John Connor sender sergent Kyle Reese tilbage til 1984 for at beskytte Johns mor, Sarah Connor, og sikre sin egen eksistens. Men noget går helt galt i tidslinjen og Kyle Reese lander i en alternativ fortid, hvor Sarah er blevet opfostret af en omprogrammeret Terminator T-800.

## Medvirkende
- Arnold Schwarzenegger som Terminator
- Jai Courtney som Kyle Reese
- Emilia Clarke som Sarah Connor
- Jason Clarke som John Connor
- J.K. Simmons som Kriminalbetjent O'Brien
- Matt Smith som Tim
- Byung-hun Lee som T-1000
- Alan Williams som Kriminalbetjent Harding	Gregory
- Courtney B. Vance som Miles Dyson
- Sandrine Holt som Kriminalbetjent Cheung